# Grundarfjörður
Grundarfjörður ([ˈkruntarˌfjœrðʏr̥]ⓘ Fiordo de Grundar) es un pueblo y un municipio de Islandia, situado en la vertiente septentrional de la península de Snæfellsnes, en la región occidental de Vesturland. 

## Historia
Consiguió el derecho a comerciar en 1786. Hacia 1800 se formó el primer asentamiento formado por inmigrantes franceses, quienes llegaron a construir su propia iglesia y hospital. Estos primeros colonizadores partieron a mediados del siglo XIX.

## Territorio
Al municipio lo baña el océano Atlántico por el norte y limita con el municipio de Snæfellsbær, por el sur, y con el de Helgafellssveit por el oriente.
El pueblo se sitúa entre un entramado montañoso en el interior y una montaña de origen volcánico llamada Kirkjufell, que conforma una pequeña península en el lado opuesto.
De camino a Stykkishólmur, la carretera cruza un campo de lava llamado Berserkjahraun, cuyo nombre proviene de la Saga Eyrbyggja. Su temperatura es parcialmente cálida, de modo que la nieve nunca llega a cubrirlo por completo durante el invierno.

## Pueblos hermanados
- Paimpol/Pempoull, Brittany. Desde 2004

## Galería

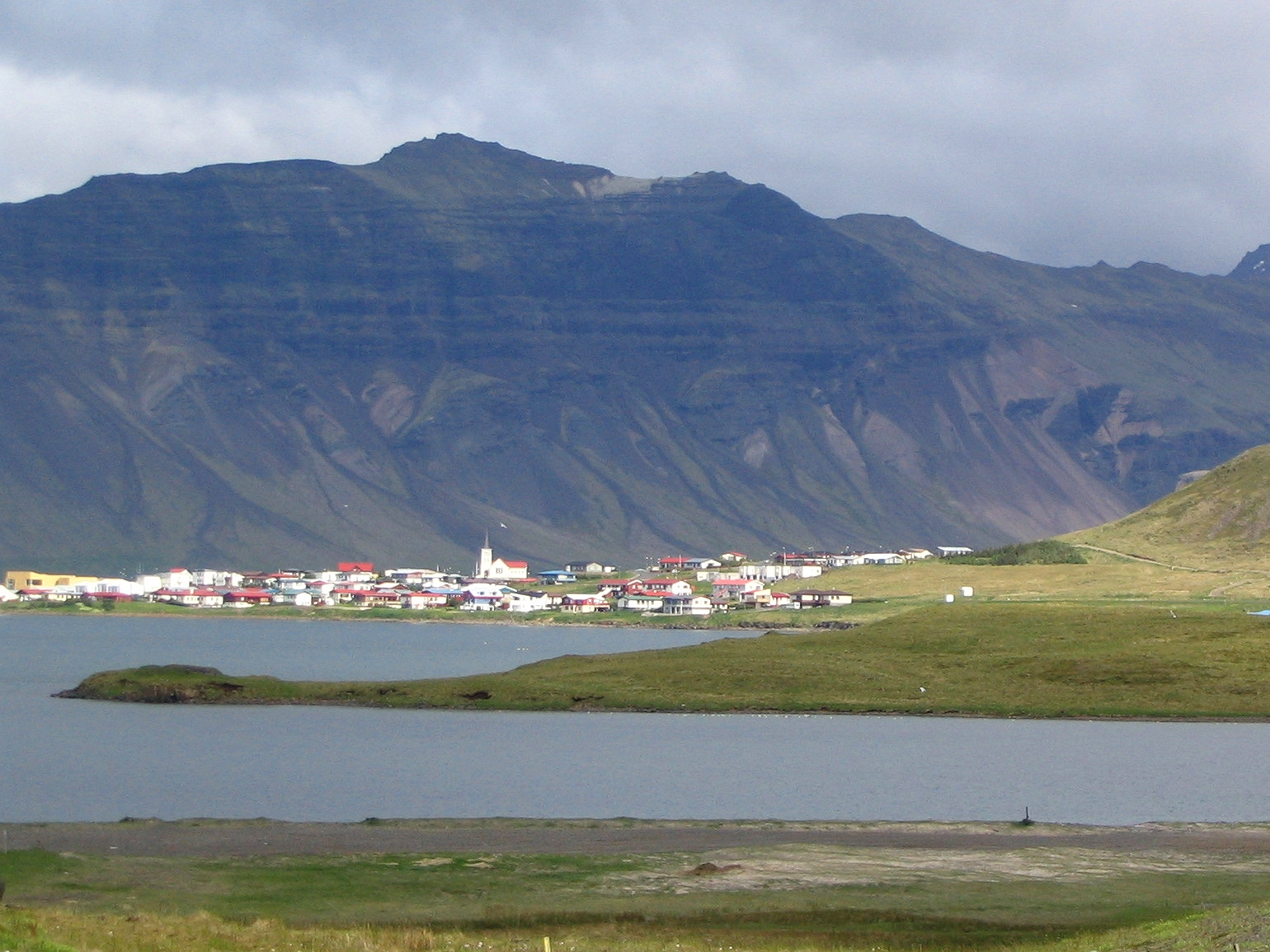
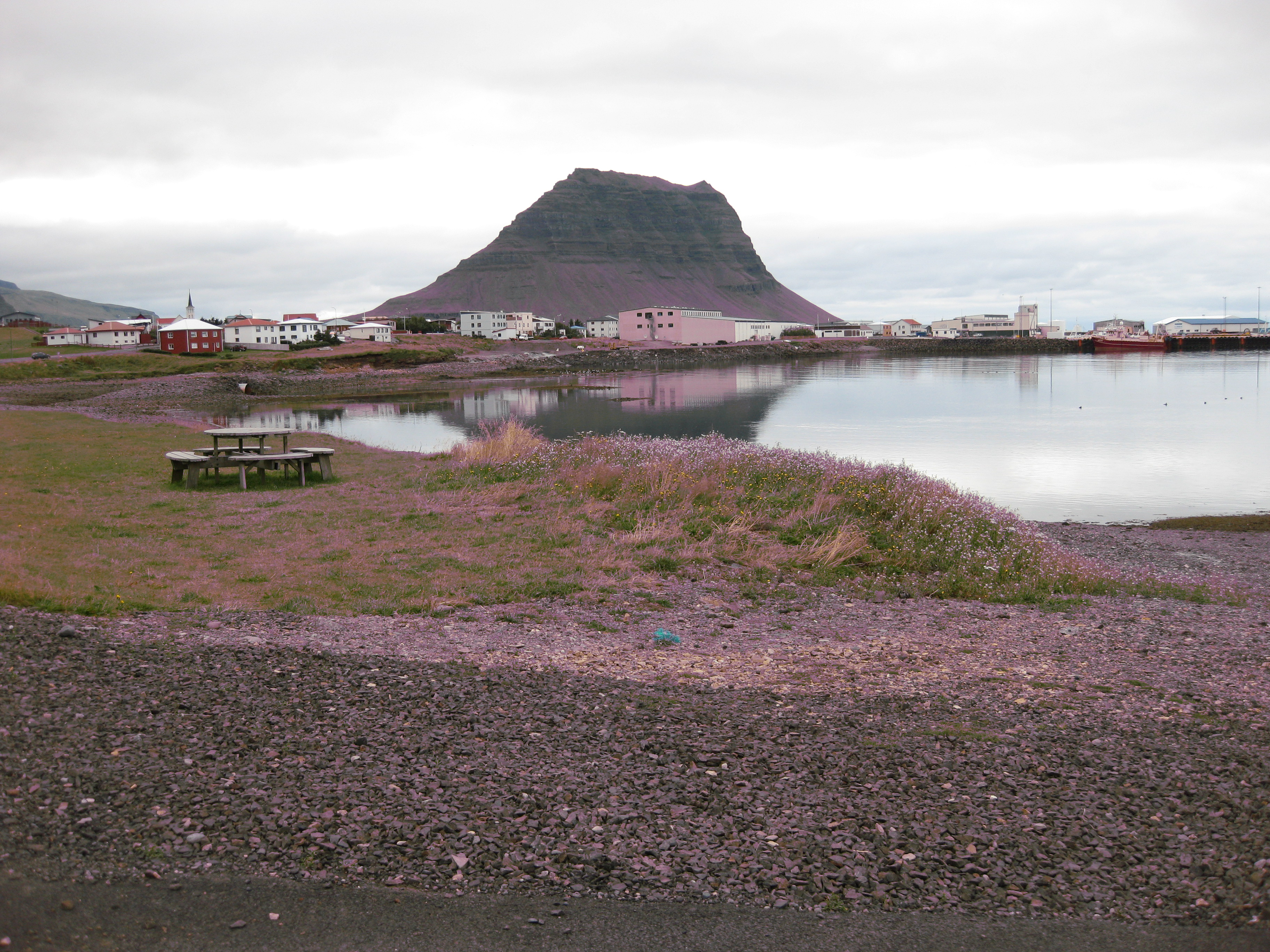
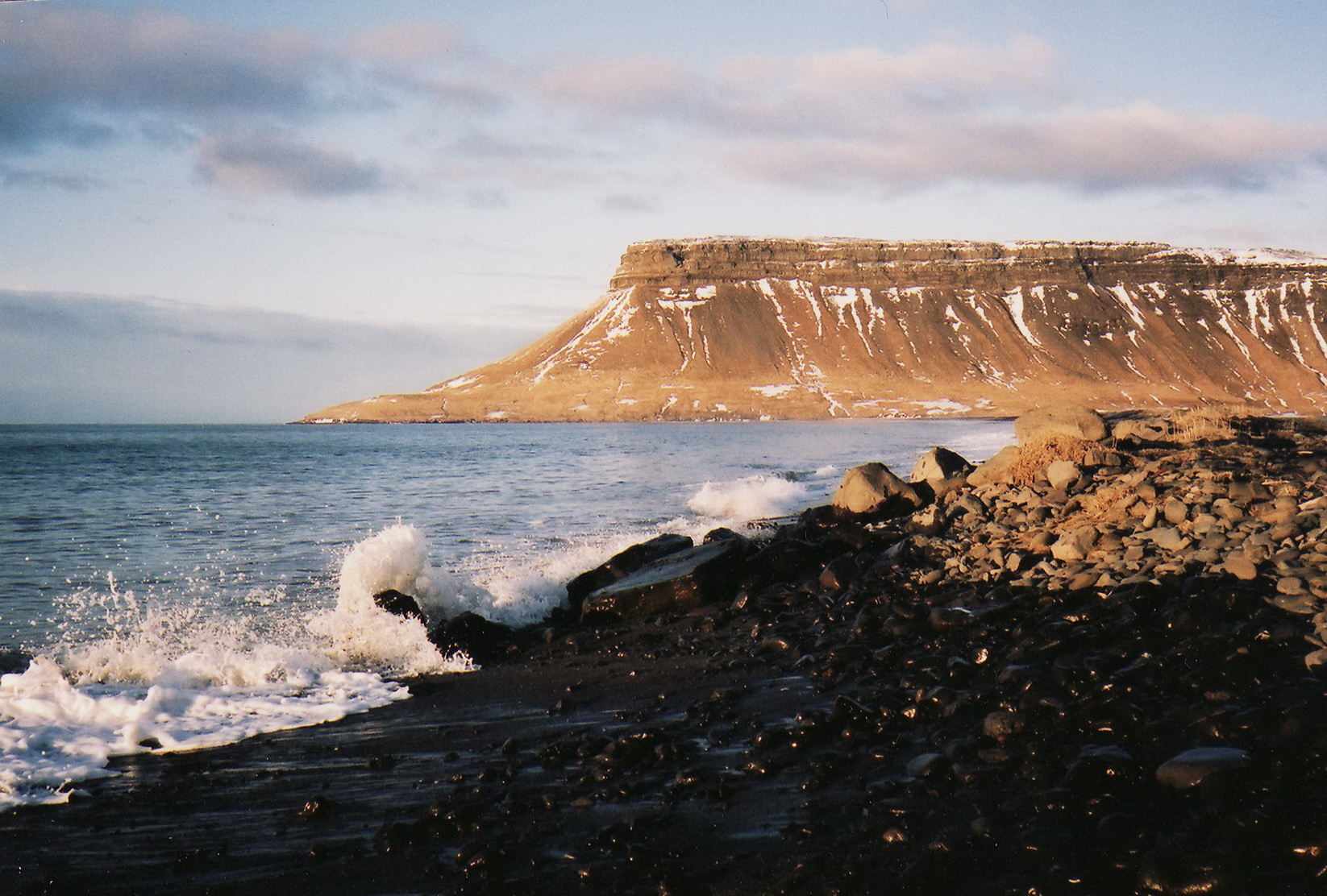
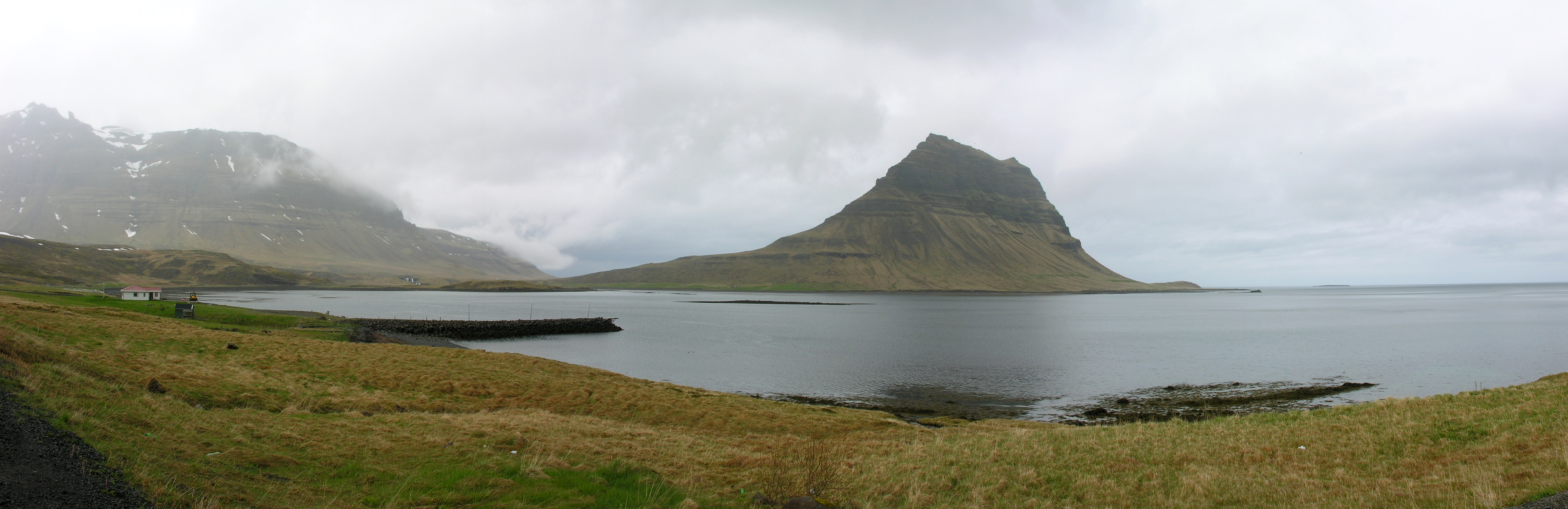